# Moorboden

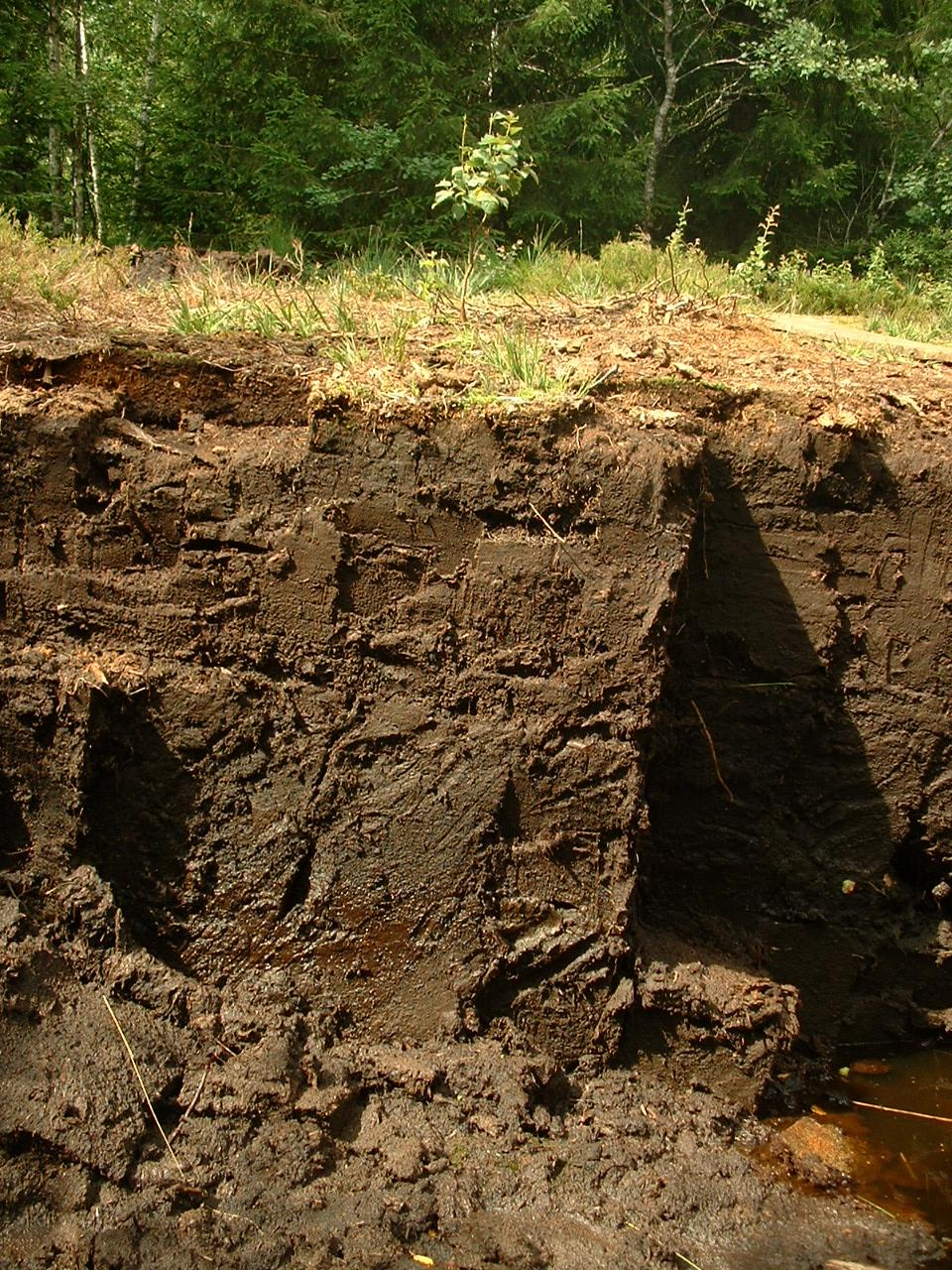
Moorboden

Ein Moorboden ist ein wassergesättigter Boden, der aus Torf besteht. Die Torfauflage muss mindestens 30 cm mächtig sein. Moore werden traditionell nach der Wasserversorgung in Hochmoore und Niedermoore unterschieden.

## Eigenschaften
Moorböden bilden in der deutschen Bodensystematik eine eigene Abteilung, weil wie bei keinem anderen Boden mit ihrer Bildung zugleich das Ausgangsmaterial entsteht. In dieser Abteilung werden Böden mit mehr als 30 cm Torfmächtigkeit zusammengefasst, die im Wesentlichen durch den unvollständigen Abbau von Pflanzenresten entstanden sind. Es handelt sich also um organische Böden mit häufig mehrere Meter mächtigen Humushorizonten und mindestens 30 % organischer Substanz. Ist die Torfauflage geringer als 30 cm bzw. beträgt der Anteil organischer Substanz weniger als 30 %, so spricht man von Moorgleyen bzw. Anmoorbildungen.
Man unterscheidet in der deutschen Systematik innerhalb der Klasse der "Naturnahen Moore" je nach ihrer Genese folgende Typen:
- Subhydrisch entstandene, durch Grund- und/oder Überrieselungswasser (Mineralbodenwasser) beeinflusste Moore bzw. Niedermoore
- Unabhängig vom Grundwasserstand entstandene allein durch Niederschlagswasser ernährte Hochmoore bzw. Hochmoore

Nach der Entwässerung der Moorböden finden sekundäre Bodenbildungen statt. Je nach Dauer und Intensität der durch die Entwässerung bedingten Belüftung sowie Häufigkeit der Austrocknung entstehen durch Mineralisation und Humifizierung charakteristische Gefügeformen. Die Bodensystematik umfasst daher neben der Klasse der „Naturnahen Moore“ die Klasse der „Erd- und Mulmmoore“ mit den Typen:
- Erdniedermoor
- Mulmniedermoor
- Erdhochmoor

Die meisten Moorböden gehören in der World Reference Base for Soil Resources (WRB) und der USDA Soil Taxonomy zu den Histosolen. Doch ist die Korrelation im Einzelnen nicht so ganz einfach:
- Nur ein Teil der Moorböden der Deutschen Bodensystematik gehört zu den Histosolen. Zum einen besitzen Histosole strengere Mächtigkeitskriterien. Zum anderen erfordert ein Histosol der WRB einen Gehalt an organischem Kohlenstoff von mindestens 20 % (entsprechend 40 % organische Substanz). In der Soil Taxonomy sind dies je nach Tongehalt 12 bis 18 %, was teils oberhalb und teils unterhalb des deutschen Grenzwerts von 15 % liegt.
- Die Felshumusböden und Skeletthumusböden der Deutschen Bodensystematik gehören aber ebenfalls zu den Histosolen, wenn sie deren Mächtigkeitskriterien erfüllen.

## Boden des Jahres
Seit 2005 wird jährlich der Boden des Jahres von einem Kuratorium gewählt. Eingeführt wurde die Wahl vom Bundesverband Boden, dem Ingenieurtechnischen Verband für Altlastenmanagement und Flächenrecycling und der Deutschen Bodenkundlichen Gesellschaft. Das Umweltbundesamt fördert die Aktion.